# 马里诺·莫雷蒂尼
马里诺·莫雷蒂尼（義大利語：Marino Morettini，1931年1月2日—1990年12月10日），意大利男子自行车运动员。他曾代表意大利参加1952年夏季奥林匹克运动会自行车比赛，获得一枚金牌和一枚银牌。